# إنفوريو
إنفوريو هي بلدية تقع في مقاطعة نوفارا بالتحديد في منطقة بيدمونت الإيطالية ، وتتواجد على بعد حوالي 100 كيلومتر (62 ميل) شمال شرق تورينو وحوالي 35 كيلومتر (22 ميل) شمال غرب نوفارا .
تقع إنفوريو على حدود البلديات التالية: امينو، أرونا، بولزانو نوفاريس،بورغومانيرو ، بريجا نوفاريس، كولازا، جاتيكو فيرونو، جوزانو ، ميينا وباروزارو .